# Forte do rio Araguari
O Forte do Rio Araguari localizava-se na foz do rio Araguari, à altura da Ponta Grossa (região do Cabo Norte), no litoral do atual estado do Amapá, no Brasil.

## História
No contexto das expedições portuguesas de repressão aos invasores estrangeiros na barra norte do rio Amazonas, o pernambucano Pedro da Costa Favela erigiu, cerca de 1660, esta estrutura para suporte aos missionários franciscanos que percorriam aquela região (SOUZA, 1885:34; GARRIDO, 1940:29).
Simples fortim de faxina e terra, estava guarnecido por um destacamento de vinte e cinco homens, e artilhado com três peças de pequeno calibre (BARRETTO, 1958:45), efetivo e artilharia que GARRIDO (1940) atribui para o Forte do Bataboute, na mesma região e época (op. cit., p 29).
SOUZA (1885) refere que este primitivo forte no rio Araguari foi destruído pelo fenômeno natural da pororoca (op. cit., p. 34), pouco após a sua construção (GARRIDO, 1940:29), sendo substituído por um segundo forte que denomina de Forte de Araguari (SOUZA, 1885:34).
OLIVEIRA (1968) localiza este forte na foz do rio Batabouto, afluente da margem esquerda do rio Araguari, considerando o Forte do Araguari e o Forte do Batabouto como uma mesma estrutura (op. cit, p. 750).